# 체홉스카야역
체홉스카야역(러시아어: Че́ховская)은 모스크바 지하철 세르푸홉스코 티미랴젭스카야 선의 역이다. 1988년 12월 31일 개장했다.

## 역사
체홉스카야 역은 1988년 12월 31일에 개장했다. 역의 이름은 러시아의 국민작가인 안톤 체호프의 이름에서 따온 것이다.

## 환승
이 역에서는 자모스크보레츠카야 선의 트베르스카야 역과 타간스코 크라스노프레스넨스카야 선의 푸시킨스카야 역으로 갈아탈 수 있다.